# Dieter Reiher
Dieter Reiher (* 17. April 1933 in Breslau) ist ein deutscher evangelischer Theologe und Pädagoge sowie ehemaliger Politiker in der DDR-Wendezeit.

## Leben
Reiher besuchte verschiedene Schulen in Liegnitz/Schlesien von 1939 bis 1945. Nach der Evakuierung bzw. Flucht aus Schlesien vor der sowjetischen Armee gelangte er nach Erfurt, wo er 1951 das Abitur ablegte. Von 1951 bis 1959 studierte er in Halle und Basel Theologie. Hier absolvierte er sein Vikariat und erhielt seine Ordination.
1972 promovierte Reiher an der Theologischen Fakultät der Universität Leipzig. 1998 ging Reiher in Pension. Seitdem wohnt er bei Berlin.
1961 heiratete er Edith Meisel. Aus dieser Ehe gingen vier Töchter hervor.

## Wirken
1960 bis 1966 war Reiher Pfarrer in Großkorbetha und Schkortleben. Ab 1966 bis 1977 arbeitete er als Referent der kirchlichen Erziehungskammer Berlin-Brandenburg sowie als Dozent für Katechetik und Pädagogik am Predigerseminar Brandenburg. Nach 1977 leitete er bis 1990 die kirchliche Erziehungskammer Berlin-Brandenburg und war nebenamtlicher Vorsitzender der Kommission für kirchliche Arbeit mit Kindern und Konfirmanden des Bundes der evangelischen Kirchen in der DDR. Von 1973 bis 1995 war er nebenamtlicher Schriftleiter der Zeitschrift „Die Christenlehre“.
Über Jahrzehnte hinweg bestimmte Reiher durch seine Publikationen und Arbeiten die Entwicklung und Theoriebildung der Katechetik und Gemeindepädagogik in der DDR.
In der Wendezeit war er zunächst kirchlicher Referent bei dem „Sachgespräch“ mit Vertretern der DDR-Volksbildung. In Zusammenarbeit mit dem religionspädagogischen Institut der Theologischen Fakultät der Universität Leipzig war er an der Herausgabe der ersten Religionsbücher für die neuen Bundesländer beteiligt.
1990 war er Staatssekretär für Bildung und Erziehung im Ministerium für Bildung und Wissenschaft der letzten DDR-Regierung. Bis 1991 leitete er die gemeinsame Einrichtung der neuen Bundesländer für Bildung und Wissenschaft, die die Aufgabe hatte, die bildungspolitischen Aufgaben in die neuen Länderministerien zu überführen. Anschließend war Reiher bis 1997 Oberkonsistorialrat und Gründer des Evangelischen Bildungszentrums Brandenburg an der Havel.
Reiher ist Autor der Dorfchronik von Hönow (2012).

## Ehrungen
Die Theologische Fakultät der Universität Leipzig verlieh Reiher am 29. Juni 2006 die Ehrendoktorwürde, insbesondere für seine wissenschaftlichen Arbeiten im Bereich der Religionspädagogik.

## Schriften (Auswahl)
Monografien
- Die Begründung des kirchlichen Unterrichts bei Schleiermacher und die gegenwärtige Christenlehre. Dissertation Leipzig 1971
- Kirchlicher Unterricht in der DDR 1949–1990. Dokumentation eines Weges. Verlag Vandenhoeck & Ruprecht Göttingen 1992
- Konfirmanden begleiten. Ein Handbuch. (Hrsg. zusammen mit Roland Degen, Götz Doye u. a.). Evangelische Verlagsanstalt Berlin 1989
- (Hrsg. mit Helmut Hanisch, Werner Müller u. a.): Den Glauben feiern. Feste im Kirchenjahr. Evangelische Verlagsanstalt Leipzig und Verlag M. Diesterweg Frankfurt a. M. 1994 und 1996
- Wir gehören zusammen. Evangelische Religion 1.–4. Schuljahr und Handreichungen für den Unterricht (Hrsg. zusammen mit Helmut Hanisch, Friederike Taut-Müller u. a.). Cornelsen Verlag Berlin und Evangelische Verlagsanstalt Leipzig 1997–2001
- (Hrsg. mit Helmut Hanisch): Miteinander feiern – voneinander wissen Verlag Vandenhoeck & Ruprecht Göttingen 2008

Unterrichtshilfen
- Vom Anfang der Kirche. Cl 35 / 1982 S.U7
- Beten lernen. Cl 43 / 1990 S.U52
- Jesaja – ein Prophet. Themenblatt zu III 3 (3). 2008